# 혁명무력은 원수님 령도만 받든다
《혁명무력은 원수님 령도만 받든다》(革命武力은 元帥님 領導만 받든다)는 조선민주주의인민공화국의 군가이다. 차호근, 리지성이 작사하고 설태성, 함혁이 작곡하였다.
김정은이 혁명무력의 최고 지도자, 조선민주주의인민공화국 원수 칭호를 받은 뒤부터 조선인민군은 이전보다 김정은을 따르는 교육을 받고 있다. 2013년 장성택이 국가 전복 음모 혐의로 처형된 뒤부터 김정은을 따르는 사상을 강화하기 위한 차원에서 공개되었다. 노래 중간에는 김정일을 찬양하는 노래인 《당신이 없으면 조국도 없다》의 멜로디가 사용된 부분이 존재한다.